# NGC 2823
NGC 2823 est une galaxie spirale barrée située dans la constellation du Lynx. NGC 2823 a été découverte par le physicien irlandais George Stoney en 1850.

## Caractéristiques
Sa vitesse par rapport au fond diffus cosmologique est de 7 366 ± 17 km/s, ce qui correspond à une distance de Hubble de 108,6 ± 7,6 Mpc (∼354 millions d'al).
La classe de luminosité de NGC 2823 est I. Selon la base de données Simbad, NGC 2823 est une radiogalaxie.